# Liste der Kulturdenkmale in Zabeltitz
In der Liste der Kulturdenkmale in Zabeltitz sind die Kulturdenkmale des Großenhainer Ortsteils Zabeltitz verzeichnet, die bis Dezember 2020 vom Landesamt für Denkmalpflege Sachsen erfasst wurden (ohne archäologische Kulturdenkmale). Die Anmerkungen sind zu beachten.
Diese Aufzählung ist eine Teilmenge der Liste der Kulturdenkmale in Großenhain.

## Zabeltitz
| Bild                                    | Bezeichnung | Lage | Datierung | Beschreibung | ID       |
| --------------------------------------- | --- | --- | --- | --- | -------- |
|                                         | Empfangsgebäude | Am Bahnhof 5 (Karte)                                                                                          | 1891 | Zeugnis für die Entwicklung der Bahnstrecke Berlin–Dresden, verkehrsgeschichtlich von Bedeutung. Unregelmäßiger zweigeschossiger Backsteinbau, seitlich mit eingeschossigem Anbau, im Erdgeschoss Segmentbogenfenster mit Gurtbändern, Satteldach. | 08958696 |
| Weitere Bilder                          | Schloss, Rittergut und Park Zabeltitz (Sachgesamtheit) | Am Park 1, 1a, 2, 3, 4, 5, 6, 7, 8, 9, 10, 11 (Hauptstraße 11, 11a; Unter den Linden; Waldaer Straße) (Karte) | 16.–18. Jahrhundert (Rittergut); 1728–1730, später überformt (Schlosspark) | Sachgesamtheit Schloss, Rittergut und Park Zabeltitz, mit folgenden Einzeldenkmalen: Schloss (Nr. 1), Langer Stall (sogenanntes Altes Schloss, Nr. 2), Wirtschaftshof (N. 4, 5, 6) und Wirtschaftsgebäude (Nr. 3, bezeichnet mit 1900) des ehemaligen Rittergutes, Gefängnis (Nr. 10), zwei Torhäusern (Nr. 8 und 9), Einfriedung, sieben Bildwerken (Brunnen mit Figurengruppe, Skulpturen und Vasen) und einem Gartenpavillon (siehe 08958701, Am Park 1–10), Mühle mit Mühlenwohnhaus und Seitengebäude (siehe 08958700, Hauptstraße 11, 11a) sowie Schlossgarten, Obstgarten, Kastanienallee, Lindenallee und Lindenquincunx (Gartendenkmale) und als Sachgesamtheitsteile: weitere Gebäude (Am Park 1a, 7 und 11); barockes Schloss von Baumeister Johann Christoph Knöffel, Altes Schloss repräsentativer Renaissancebau, Ensemble von großer geschichtlicher und künstlerischer Bedeutung, Park als einer der bedeutendsten Gärten Sachsens von überregionaler Bedeutung. Der Park in der Hauptachse des Palais ist bestimmt durch ein großes Wasserbecken von 160 m Länge mit seitlichen Lindenalleen und Bosketts, axial anschließend ein weiterer, flaschenförmiger Teich. Südlich der barocken Anlage ein englischer Park (wohl aus der Zeit um 1770/80) mit einem weiteren Teich und der Elisabethinsel darin, darauf ein achteckiger chinoisierender Pavillon. Bedeutende Parkplastik in der klassizierenden Art Gottfried Knöfflers, um 1770. Die Hauptachse flankierend zwei Hermen, Diana und Apoll, im südlichen Boskett Brunnenanlage mit einer Kindergruppe, daneben Liegefigur einer Flora und zwei Vasen. Vor dem Palais Blumenparterre, davor ein Rasenparterre, anschließend ein 160 m langer Spiegelteich, in der Hauptachse dahinter befindet sich der sogenannte Flaschenteich, reiches Kanalsystem, Raum um Spiegelteich mit Hecken bepflanzt, südlich der barocken Anlage ein englischer Park aus der Zeit um 1800 mit dem Inselteich und der Elisabethinsel darin, darauf ein achteckiger chinoisierender Pavillon, in diesem Teil ist auch ein Teil der Parkplastik zu finden, Lindenallee zwischen Torhäusern und Palais/Schloss. | 08958716 |
| Weitere Bilder                          | Schloss (Nr. 1), Langer Stall (sogenanntes Altes Schloss, Nr. 2), Wirtschaftshof (N. 4, 5, 6) und Wirtschaftsgebäude (Nr. 3, bezeichnet mit 1900) des ehemaligen Rittergutes, Gefängnis (Nr. 10), zwei Torhäusern (Nr. 8 und 9), Einfriedung, sieben Bildwerken (Brunnen mit Figurengruppe, Skulpturen und Vasen) und einem Gartenpavillon (Einzeldenkmale zu ID-Nr. 08958716) | Am Park 1, 2, 3, 4, 5, 6, 8, 9, 10 (Karte)                                                                    | Um 1580 (sogenannter Langer Stall, auch Altes Schloss genannt); 1728–1730, im Kern älter (Schloss); um 1730 (Torhaus); 1. Hälfte 19. Jahrhundert (Wirtschaftshof); bezeichnet mit 1900 (Wirtschaftsgeb. Am Park 3) | Einzeldenkmale der Sachgesamtheit Schloss, Rittergut und Park Zabeltitz; barockes Schloss von Baumeister Johann Christoph Knöffel, Altes Schloss repräsentativer Renaissancebau, regionalgeschichtlich, ortsgeschichtlich, kunsthistorisch, bauhistorische und künstlerisch bedeutend. - Schloss: In der Talaue der Großen Röder gelegene stattliche Schloss- und Parkanlage. Anstelle einer mittelalterlichen Wasserburg ließ Kurfürst Christian I. um 1590 ein Renaissanceschloss und den benachbarten „Großen Stall“ unter Bauleitung von Paul Buchner errichten. 1728 schenkte Kurfürst Friedrich August I. das Anwesen dem Grafen Christoph August von Wackerbarth, der das Schloss durch Johann Christoph Knöffel bis 1730 zum „Palais“ umbauen und in dessen Hauptachse einen ausgedehnten Park anlegen ließ. Seit 1768 im Besitz Kurfürst Friedrich August III., der Zabeltitz dem Prinzen Xaver schenkte, seit 1806 in wechselndem Besitz. - Der Große Stall erstreckt sich entlang der Großen Röder als zweigeschossiger Bau mit an der Parkseite mittig vorgelegtem Treppenturm, dieser von Haube und Laterne abgeschlossen. Der langgestreckte Bau endet beiderseits in Kopfbauten mit Zwerchhäusern und je drei Volutengiebeln, an der Hofseite je eine Abortanlage. Im Erdgeschoss Teile des über toskanischen Säulen gratig gewölbten zweischiffigen Pferdestalls erhalten. - Zum Palais führt vom Hof eine ansteigende Steinbrücke. Der für einen Barockbau ungewöhnliche Grundriss und die Proportionen des Aufrisses sind maßgeblich durch den Vorgängerbau des endenden 16. Jahrhundert bestimmt, zum Hof beiderseits vortretende Eckbauten, zum Park hin zweifach gestufter Mittelkorpus, der dreigeschossige Baukörper durch Walmdächer abgeschlossen. Die Lisenenarchitektur über genutetem Erdgeschoss illusionistisch gemalt, seit 1963 mehrfach rekonstruiert, zuletzt 1993. Der parkseitige Mittelrisalit durch einen Dreieckgiebel abgeschlossen, darin das Wappen des Grafen Wackerbarth. Das Innere um 1900 stark verändert, erhalten nur die kreuzgratgewölbten Räume im Erdgeschoss.                                              | 08958701 |
|                                         | Mühle (Nr. 11) mit Resten von Mühlentechnik, Seitengebäude (Nr. 11a), verbindendes Turbinenhaus mit zwei Turbinen, gefassten Einläufen und mittlerem Freilaufschütz, steinerne Fassung der Großen Röder mit alten Wehrpfeilern sowie Teile verschiedener Parkmauern (Einzeldenkmale zu ID-Nr. 08958716)                                                                        | Hauptstraße 11, 11a (Karte)                                                                                   | Bezeichnet mit 1742 (Getreidemühle); 1. Hälfte 19. Jahrhundert (Müllerwohnhaus) | Einzeldenkmale der Sachgesamtheit Schloss, Rittergut und Park Zabeltitz; in markanter Straßenlage, ortsbildprägend sowie orts- und technikgeschichtlich von Relevanz. - Mühle: ursprünglich auf ganzer Länge zweigeschossiger, breitgelagerter Bruchsteinbau, verputzt, an einem Balken im Innern bezeichnet mit 1742, die beiden nördlichen Drittel 1925 um ein Vollgeschoss (Ziegel) und ein hohes Mansarddach mit Einzelgauben aufgestockt, das ehemalige Traufgesims dort als Gurtgesims zwischen erstem und zweitem Obergeschoss verblieben, neues profiliertes Traufgesims unter der Mansarde, an den Giebeln einfache Putzgliederung, Mansarde verschiefert, obere Dachbereiche mit schmalen, anthrazitfarbenen Falzziegeln der Firma „Aktiengesellschaft Sturm Freiwaldau“ gedeckt, über dem zweigeschossigen verbliebenen Wohnteil hohes Krüppelwalmdach mit Falzziegeldeckung - im Inneren Reste der einstigen Mühlentechnik: insbesondere Hauptransmission und Elevatorenkopf im Erdgeschoss, Walzenstuhl der Firma „K. H. Kühne & Co Löbtau Dresden“, hölzerner Ladekran mit Zange, Mahlwerk mit Mahlstein und Steuerrad für die westliche Turbine im ersten Obergeschoss, Mühlenaufzug durch alle Geschosse mit vollständiger Antriebs- und Steuertechnik im Dachgeschoss - Seitengebäude: eingeschossiger Putzbau mit vier Achsen, Okuli im Giebel, Satteldach, saniert, im Erdgeschoss separater Raum für Generator und Steuertechnik der östlichen Turbine - Turbinenhaus: eingeschossiger Putzbau mit flachem Satteldach, 1925 mit der Anlage zweier Turbinen mitsamt Einläufen und mittlerem Freilaufschütz errichtet, Zugänge zu den Turbinen, Transmissionsschächte und Schmiervorrichtungen für die Turbinen im Fußboden | 08958700 |
| Weitere Bilder                          | St. Georgenkirche (mit Ausstattung), Kirchhof mit Einfriedung, Kriegerdenkmal für die Gefallenen des Ersten Weltkrieges sowie sieben Grabmalen und einer Grabanlage | Hauptstraße 13 (Karte)                                                                                        | 1580–1581 (Kirche); um 1580 (Kanzel und Taufe); 18./19. Jahrhundert (Grabmal); 1898 (Orgel) | Saalkirche mit eingezogenem Chor und Westturm, einheitlicher Neubau der Renaissancezeit, baugeschichtlich, kunstgeschichtlich und ortsgeschichtlich von Bedeutung | 08958715 |
| Direkt Bild zu diesem Denkmal hochladen | Wohnhaus | Hauptstraße 32 (Karte)                                                                                        | Laut Angabe 1808 | Mit verbrettertem Fachwerk-Obergeschoss, zeit- und landschaftstypischer Bau, baugeschichtlich und straßenbildprägend von Bedeutung. Erdgeschoss massiv, Giebel massiv, Sandsteintürgewände und Schlussstein (mit Ochsenkopf und Beil). | 08958713 |
| Direkt Bild zu diesem Denkmal hochladen | Wohnhaus eines Dreiseithofes | Hauptstraße 35 (Karte)                                                                                        | Mitte 19. Jahrhundert | Fachwerk-Wohnhaus, zeit- und landschaftstypischer Bau, baugeschichtlich und straßenbildprägend von Bedeutung, bildet Dreiseithof mit Nummer 35a–35c. Erdgeschoss massiv, Obergeschoss Fachwerk, Giebel massiv, mit einfacher Putzgliederung, Steingewände, Krüppelwalmdach, Wetterhäuschen in Holzkonstruktion mit Satteldach und Biberschwanzdeckung. | 08958692 |
| Direkt Bild zu diesem Denkmal hochladen | Steinkreuz auf dem Friedhof | Hauptstraße 49 (Karte)                                                                                        | 19. Jahrhundert | Ortshistorisch von Bedeutung. Etwa 4 Meter hohes Kreuz aus Naturstein, von Baum- und Rankenwuchs umschlossen. | 08958707 |
| Weitere Bilder                          | Wohnstallhaus, Auszugshaus mit angebautem Seitengebäude und Scheune eines Dreiseithofes sowie Handschwengelpumpe, Wassertrog und Einfriedung mit Toranlage, heute Bauernmuseum | Hauptstraße 54 (Karte)                                                                                        | Um 1810 | Ortsbildprägende Fachwerkgebäude, weitgehend authentisch erhaltenes, zeit- und landschaftstypisches Hofensemble im historischen Ortskern, baugeschichtlich, wirtschaftsgeschichtlich und straßenbildprägend von Bedeutung. - Wohnstallhaus: Erdgeschoss massiv, Obergeschoss Fachwerk, im Erdgeschoss Sandstein, im Schlussstein bezeichnet mit „J.C.N. 18(2?)1“ - Scheune: Erdgeschoss massiv, Obergeschoss Fachwerk, zwei große, gerade abschließende Toreinfahrten, Satteldach, Rückseite Frackdach - Seitengebäude: zweigeschossiger Putzbau mit Satteldach - Ausgedinge: Erdgeschoss massiv, Obergeschoss und Giebel Fachwerk, originale Biberschwanzdeckung, Satteldach - Wassertrog aus Sandstein - Handschwengelpumpe aus Holz - Einfriedung: Bruchsteinmauer mit Toranlage, verputzt | 08958695 |
|                                         | Wohnhaus und Toranlage eines Dreiseithofes | Hauptstraße 56 (Karte)                                                                                        | Mitte 19. Jahrhundert, später überformt | Fachwerk-Wohnhaus, Teil der alten Ortsstruktur, baugeschichtlich von Bedeutung, bildet Dreiseithof mit Nummer 56a. Erdgeschoss massiv, Obergeschoss Fachwerk, Rückseite Fachwerk, Giebel massiv, Giebeldreieck verbrettert, Krüppelwalmdach. | 08958694 |
|                                         | Pfarrhaus | Hauptstraße 58 (Karte)                                                                                        | Mitte 19. Jahrhundert | Schlichter Putzbau, Satteldach mit Fledermausgaupen, ortsgeschichtlich von Bedeutung. Zweigeschossiger Putzbau mit einfacher Putzgliederung, 7:3 Achsen, im Obergeschoss profilierte Steingewände, hohes Satteldach mit Biberschwanzdeckung, an Vorderseite Fledermausgaupen. | 08958693 |
| Direkt Bild zu diesem Denkmal hochladen | Wohnhaus (mit Sonnenuhr) und zwei Torpfeiler eines Vierseithofes | Hauptstraße 68 (Karte)                                                                                        | Um 1880 | Zeittypischer gründerzeitlicher Putzbau in markanter Straßenlage, baugeschichtlich von Bedeutung. Zweigeschossiger Putzbau mit profilierten Steingewänden, 4:6 Achsen, profiliertes Gurt- und Kranzgesims, im Obergeschoss an Giebelseite Segmentbogenfenster mit Schlussstein als Diamantquader, mit gerader Bedachung, zum Teil originale Fenster, im Giebeldreieck Sonnenuhr, Satteldach. Torpfeiler auf quadratischem Grundriss mit profilierten Abdeckplatten. | 08958691 |
| Direkt Bild zu diesem Denkmal hochladen | Wegestein | Hauptstraße 68 (gegenüber) (Karte)                                                                            | 19. Jahrhundert | Verkehrsgeschichtlich von Bedeutung. Zirka ein Meter hoher Granitkubus, Inschrift „Treugeböhla, Raden“. | 08958706 |
| Direkt Bild zu diesem Denkmal hochladen | Gedenkstein zur Jubiläumsfeier von Zabeltitz | Straucher Weg 1 (gegenüber) (Karte)                                                                           | 1957 | Ortsgeschichtlich von Bedeutung. Grobbehauener roter Granitkubus, Inschrift „Zabeltitz 1207 bis 1957“. | 08958690 |
| Direkt Bild zu diesem Denkmal hochladen | Wohnhaus | Unter den Linden 2 (Karte)                                                                                    | 1. Hälfte 19. Jahrhundert | Vermutlich zum Schlossensemble zugehörig, ortsgeschichtlich von Bedeutung. Eingeschossiger Putzbau mit aufgemalter Putznutung im Erdgeschoss, über den großen Rundbogenfenstern mit Fensterläden aufgemalte Putzspiegel, unter den Fenstern durchlaufendes Gurtgesims, profiliertes Gurt- und Kranzgesims, Satteldach. | 08958689 |

## Tabellenlegende
- Bild: Bild des Kulturdenkmals, ggf. zusätzlich mit einem Link zu weiteren Fotos des Kulturdenkmals im Medienarchiv Wikimedia Commons. Wenn man auf das Kamerasymbol klickt, können Fotos zu Kulturdenkmalen aus dieser Liste hochgeladen werden:
- Bezeichnung: Denkmalgeschützte Objekte und ggf. Bauwerksname des Kulturdenkmals
- Lage: Straßenname und Hausnummer oder Flurstücknummer des Kulturdenkmals. Die Grundsortierung der Liste erfolgt nach dieser Adresse. Der Link (Karte) führt zu verschiedenen Kartendiensten mit der Position des Kulturdenkmals. Fehlt dieser Link, wurden die Koordinaten noch nicht eingetragen. Sind diese bekannt, können sie über ein Tool mit einer Kartenansicht einfach nachgetragen werden. In dieser Kartenansicht sind Kulturdenkmale ohne Koordinaten mit einem roten bzw. orangen Marker dargestellt und können durch Verschieben auf die richtige Position in der Karte mit Koordinaten versehen werden. Kulturdenkmale ohne Bild sind an einem blauen bzw. roten Marker erkennbar.
- Datierung: Baubeginn, Fertigstellung, Datum der Erstnennung oder grobe zeitliche Einordnung entsprechend des Eintrags in der sächsischen Denkmaldatenbank
- Beschreibung: Kurzcharakteristik des Kulturdenkmals entsprechend des Eintrags in der sächsischen Denkmaldatenbank, ggf. ergänzt durch die dort nur selten veröffentlichten Erfassungstexte oder zusätzliche Informationen
- ID: Vom Landesamt für Denkmalpflege Sachsen vergebene, das Kulturdenkmal eindeutig identifizierende Objekt-Nummer. Der Link führt zum PDF-Denkmaldokument des Landesamtes für Denkmalpflege Sachsen. Bei ehemaligen Kulturdenkmalen können die Objektnummern unbekannt sein und deshalb fehlen bzw. die Links von aus der Datenbank entfernten Objektnummern ins Leere führen. Ein ggf. vorhandenes Icon  führt zu den Angaben des Kulturdenkmals bei Wikidata.

## Ausführliche Denkmaltexte
1. ↑  Einzeldenkmale der Sachgesamtheit Schloss, Rittergut und Park Zabeltitz:
  - Schloss (Am Park 1): im Kern alte Grundmauern vom Vorgängerbau (Baumeister: Paul Buchner, 16. Jahrhundert), Umbau zum Palais bis 1730 durch Johann Christoph Knöffel, zum Hof beiderseitig vortretende Eckbauten, zum Park hin zweifach gestufter Mittelkorpus, dreigeschossig mit Walmdach
  - Langer Stall, sogenanntes Altes Schloss (Am Park 2): imposanter zweigeschossiger Bau von 84 m Länge mit an der Parkseite mittig vorgelegtem Treppenturm, dieser mit Haube und Laterne, Kopfbauten mit Renaissancegiebeln, insgesamt sind es acht Giebel, im Erdgeschoss Teile der ehemaligen Stallungen als zweischiffige Halle mit toskanischen Säulen und Kreuzgewölben
  - Wirtschaftshof mit vier Wirtschaftsgebäuden:
    - Am Park 3: anderthalbgeschossiger Putzbau mit zwei gerade abschließenden Toreinfahrten, darüber je eine Ladeluke, mittige Tordurchfahrt, Okuli im Obergeschoss, flaches Dach, bezeichnet mit 1900
    - Am Park 4: langgestreckter Putzbau, eingeschossig, zum Teil Sandsteingewände, Garageneinbauten, Krüppelwalm- und Walmdach
    - Am Park 5 (mit integriertem Eigenheim): eingeschossiger Putzbau (Anbau zweigeschossig) mit Sandsteintürgewänden und Okuli unter profiliertem Kranzgesims, Krüppelwalm- und Walmdach
    - Am Park 6: zweigeschossiger Putzbau mit Steingewänden, profiliertes Kranzgesims, Satteldach, Dachausbau, saniert

  - zwei Torhäuser (Am Park 8, 9): schmale zweigeschossige Putzbauten, im Erdgeschoss horizontale Putznutung, im Obergeschoss Fassadengliederung durch flache Putzlisenen, Putzspiegel und Putzfaschen, schmale hohe Walmdächer mit Biberschwanzdeckung
  - Einfriedung: verputztes Mauerwerk, horizontale Putznutung, Tordurchgang aus Holz, flankierender Torpfeiler mit profilierter Abdeckplatte
  - ehemaliges Gefängnis (Am Park 10): schmaler zweigeschossiger Putzbau auf winkligem Grundriss, in die Mauer der Gutshofanlage integriert, profilierte Steingewände, Walmdach mit Biberschwanzdeckung (ehemaliges Gefängnis der Schlossanlage Zabeltitz), saniert
  - Parkskulpturen: in der klassizierenden Art Gottfried Knöfflers, an Hauptachse (rechts und links des Spiegelteichs) zwei Hermen (Diana und Apoll), im südlichen Boskett Brunnen mit Riesenkindern, Liegefigur einer Flora, zwei Vasen, alles aus Sandstein
  - Gartenpavillon: hölzerner achteckiger chinoisierender Pavillon
2. ↑  St. Georgenkirche:
  - Evangelische Pfarrkirche (Dehio Sachsen I, S. 862): Einheitlicher Neubau von 1580/81. Restaurierungen des Inneren im 19. Jahrhundert, zuletzt 1897. Die einschiffige Kirche über nahezu quadratischem Grundriss, mit eingezogenem, quadratischem Chor und geradem Schluss. An der Westseite vorgelagerter Turm mit achtseitigem Glockengeschoss. Die Haube von Meister Ullmann aus Großenhain, 1753. Sakristei in der Nordostecke. Im Inneren als Wandpfeilerkirche ausgebildet, der Raum wird durch die beiden nach innen gezogenen Strebepfeiler in der Mitte der Nord- und Südwand geteilt. Das kräftige, gotisch profilierte Netzgewölbe ist raumbestimmend, im Chor Parallelrippengewölbe. Empore 1897. Von Christoph Walther II bedeutendes Grabdenkmal des Nickel Pflugk († 1580), und seiner Frau Elisabeth, heute an der Ostwand der Kirche anstelle eines Altares eingelassen. Im Mittelteil des signierten, von toskanischen Säulen flankierten Epitaphs, ein hochaufgerichtetes Kruzifix mit anbetenden Familienmitgliedern. Darüber ein verkröpftes Gebälk. Im nächsten Geschoss ionische Säulen und die Darstellung der Himmelfahrt Christi. Mittel- und Seitenteile von kleinen halbkreisförmigen Giebeln abgeschlossen. Dazugehörig die beiden figürlichen Grabsteine, die neben dem Altaraufsatz in die Wand eingelassen sind. Der Stein des Nickel Pflugk, links vom Altar, zeigt den Verstorbenen gerüstet, in Wendung zum Altar stehend. Auf der rechten Seite Elisabeth Pflugk, in Vorderansicht und mit gefalteten Händen. Alles von vorzüglicher Qualität. Die Kanzel eine Schnitzarbeit um 1580. Der Kanzelkorb, dessen Brüstungsfelder die Darstellungen der Evangelisten zeigen, von einer Moses-Büste getragen. Sandsteintaufe, von Christoph Walther II, um 1580, bezeichnet mit „C. W. Gefaster“, rechteckiger Fuß mit zierlichem Rankenornament, weit ausladender sechseckiger Aufbau, mit Schrifttafeln und ornamentalem Schmuck versehen. Orgel von 1898 von Richard Kreutzbach, verändert.
  - Denkmal für die Gefallenen des Ersten Weltkrieges: große rechteckige Tafel aus grauem Granit, mit Inschrift
  - Friedhofseinfriedung: Bruchsteinmauer, verputzt
  - Grabmale:
    - 1. zwei liegende Natursteingrabplatten mit Wappen der Familie Weißenbach
    - 2. Eisenkreuz mit Dreipassabschluss, Pfarrerehepaar Beyer, gestorben 1847
    - 3. in Kirchwand eingelassenes Sandsteingrabmal für Johanna Pflugk (Medaillon, mit Rosen und Tulpen umrankt)
    - 4. in Kirchwand eingelassenes Sandsteingrabmal (Medaillon, von Laubwerk umrandet, in den Zwickeln Engelsköpfe)
    - 5. Sandsteingrabmal an der Kirchwand für Pastor Hildebrandt, gestorben 1792 (kaminartiger Aufbau, im unteren Teil in einer Nische Urnengefäß mit Lorbeerkranz, oberer Teil mit drei Medaillons der Familie Hildebrandt)
    - 6. in Kirchwand eingelassenes Sandsteingrabmal der Familie Pflugk (Sandstein sehr verwittert)
    - 7. Grabanlage der Rittergutsbesitzer von Stroga (Steinkreuz auf hohem profiliertem Postament, flankiert von kleineren Postamenten, davor fünf Gräber mit Grabsteinen, Einfriedung durch eisernes Gitter und Steinpfosten)